# Nicholas Delpopolo
Nicholas "Nick" Delpopolo (urodzony jako Petar Perović ser. Петар Перовић; ur. 8 lutego 1989) – amerykański judoka. Dwukrotny olimpijczyk. Zajął siódme miejsce w Londynie 2012, ale został zdyskwalifikowany za stosowanie marihuany. Ponownie siódmy w Rio De Janeiro 2016. Walczył w wadze lekkiej.
Uczestnik mistrzostw świata w 2010, 2011, 2013, 2014, 2017, 2018 i 2019. Startował w Pucharze Świata w latach 2009–2001, 2013, 2014, 2016–2019. Brązowy medalista igrzysk panamerykańskich w 2019. Zdobył sześć medali na mistrzostwach panamerykańskich w latach 2011–2018.

## Letnie Igrzyska Olimpijskie 2012
| Konkurencja | Rundy eliminacyjne     | Rundy eliminacyjne       | Rundy eliminacyjne   | Repasaże                         | Klas. końcowa |
| Konkurencja | Przeciwnik I           | Przeciwnik II            | 1/4                  | Przeciwnik I                     | Miejsce       |
| ----------- | ---------------------- | ------------------------ | -------------------- | -------------------------------- | ------------- |
| 73 kg       | Cheung Chi Yip (HKG) Z | Dirk Van Tichelt (BEL) Z | Wang Ki-chun (KOR) P | Sajndżargalyn Njam-Oczir (MGL) P | DQ            |

## Letnie Igrzyska Olimpijskie 2016
| Konkurencja | Rundy eliminacyjne   | Rundy eliminacyjne          | Rundy eliminacyjne | Repasaże               | Klas. końcowa |
| Konkurencja | Przeciwnik I         | Przeciwnik II               | 1/4                | Przeciwnik I           | Miejsce       |
| ----------- | -------------------- | --------------------------- | ------------------ | ---------------------- | ------------- |
| 73 kg       | Ahmed Goumar (NIG) Z | Ganbaataryn Odbajar (MGL) Z | Sagi Muki (ISR) P  | Miklós Ungvári (HUN) P | 17.           |